# Miquel Pérez-Sánchez Pla
Miquel Pérez-Sánchez Pla (Barcelona, 8 de març de 1950) és un arquitecte i poeta català.
Arquitecte (1975) per l'Escola Tècnica Superior d'Arquitectura de Barcelona i doctor arquitecte (2008) per la Universitat Politècnica de Catalunya amb la tesi doctoral: La Gran Piràmide, clau secreta del passat. L'Atlàntida o els orígens de la Civilització Occidental i que obtingué la qualificació d'Excel·lent Cum Laude. Ha estat professor responsable de l'assignatura Metarquitectura i Cosmologia a l'ETSAB de la UPC (2010-11), on va exposar les seves troballes sobre la Gran Piràmide de Kheops. Ha publicat dos llibres sobre la Gran Piràmide i els orígens de l'antic Egipte en els quals resumeix la seva tesi doctoral (2015-16). Ha publicat cinc llibres de poesia (1987-2000), i una antologia poètica (2002) a la Universitat de les Illes Balears (UIB). El 2002 publica una antologia poètica, Els quatre elements. Antologia. A 2014 publica Fuego Húmedo, una traducció al castellà del llibre de 1996.